# Amy Lathrop
Amy Lathrop (1 de junio de 1975) es una herpetóloga estadounidense. Se desempeña como conservadora del Centro de Biodiversidad y Biología de Conservación, Museo Real de Ontario, Toronto, Canadá, con el tema de evolución de vertebrados en Pantepui.

## Obra

### Algunas publicaciones
- p.j.r. Kok, m.p.j. Nicolaï, a. Lathrop, r.d. MacCulloch. 2018. Anomaloglossus meansi sp. n., a new Pantepui species of the Anomaloglossus beebei group (Anura, Aromobatidae). ZooKeys 759: 99–116. doi: 10.3897/zookeys.759.24742.

- ch Suwannapoom, zhi-yong Yuan, jin-min Chen, mian Hou, hai-peng Zhao, li-jun Wang, truong son Nguyen, truong q. Nguyen, robert w. Murphy, jaqueline Sullivan, david s. McLeod, jing Che. 2016. Taxonomic revision of the Chinese Limnonectes (Anura, Dicroglossidae) with the description of a new species from China and Myanmar. Zootaxa 4093 (2): 181–200. DOI: 10.11646/zootaxa.4093.2.2

- Yuan, zhi-yong, chatmongkon Suwannapoom, fang Yan, nikolay a. Poyarkov, jr., sang ngoc Nguyen, hong-man Chen, siriwadee Chomdej, robert w. Murphy, jing Che. 2016. Red River barrier and Pleistocene climatic fluctuations shaped the genetic structure of Microhyla fissipes complex (Anura: Microhylidae) in southern China and Indochina. Current Zoology (Early view). DOI: 10.1093/cz/zow042

- Nguyen, S.N., Le, T.N.T., Tran, T.A.D., Orlov, N.L., Lathrop, A., Macculloch, R.D., Le, T.D.T., Jin, J.Q., Nguyen, L.T., Nguyen, T.T., Hoang, D.D., Che, J., Murphy, R.W. & Zhang, Y.P. 2013. Phylogeny of the Cyrtodactylus irregularisspecies complex (Squamata: Gekkonidae) from Vietnam with the description of two new species. Zootaxa 3737(4): 399–414. doi: 10.11646/zootaxa.3737.4.4

- p.j.r. Kok, r.d. MacCulloch, a. Lathrop, b. Willaert, f. Bossuyt. 2010. A new species of Anomaloglossus(Anura: Aromobatidae) from the Pakaraima Mountains of Guyana. Zootaxa 2660: 18–32.

## Abreviatura (zoología)
La abreviatura Lathrop  se emplea para indicar a Amy Lathrop como autoridad en la descripción y taxonomía en zoología.